# Жемчужина смерти
«Жемчужина смерти» (англ. The Pearl of Death, 1944) — американский художественный фильм Роя Уильяма Нейла, из серии фильмов посвященных приключениям Шерлока Холмса и доктора Ватсона с участием Бэйзила Рэтбоуна, Найджела Брюса. Фильм включает в себя элементы рассказа Артура Конан-Дойля «Шесть Наполеонов».

## Сюжет
Коновер Гайлс крадет знаменитую жемчужину Борджиа из королевского Музея. За ним организуется погоня, но при задержании жемчужины при нём не оказалось. Как оказалось в ходе расследования жемчужину он спрятал в одну из шести фигурок керамических Наполеонов.

## В ролях
- Бэзил Рэтбоун / Шерлок Холмс
- Найджел Брюс / доктор Ватсон
- Деннис Хоя / инспектор Лестрейд
- Эвелина Анкерс / Наоми Дрейк
- Майлз Мандер / Коновер Гайлс
- Чарльз Фрэнсис / Дигби
- Холмс Херберт / Джеймс Гудрам
- Ричард Нугент / Бейтс
- Мэри Гордон / миссис Хадсон
- Рондо Хэттон / «Ползун»
- Гарри Кординг / Джордж Гелдер (в титрах не указан)